# Guanwen
Guanwen (kinesiska: 关文镇, 关文) är en köping i Kina. Den ligger i provinsen Sichuan, i den sydvästra delen av landet, omkring 180 kilometer öster om provinshuvudstaden Chengdu. Antalet invånare är 8 321. Befolkningen består av 4 203 kvinnor och 4 118 män. Barn under 15 år utgör 14,0 %, vuxna 15-64 år 65 %, och äldre över 65 år 20,0 %.
Genomsnittlig årsnederbörd är 1 328 millimeter. Den regnigaste månaden är juli, med i genomsnitt 302 mm nederbörd, och den torraste är december, med 5 mm nederbörd.